# Епархия Абидды
Епархия Абидды (лат. Dioecesis Abiddensis) — упразднённая епархия, в настоящее время титулярная епархия Римско-Католической церкви.

## История
Античный город Абидда, идентифицируемый сегодня с археологическими раскопками "Ksour-Abbeda", находящимися на территории современного Туниса, находился в римской провинции Африка и до VI века был центром одноимённой епархии. В VI веке епархия Абидды прекратила своё существование.
C 1951 года епархия Абидды является титулярной епархией Римско-Католической церкви.

## Епископы
- упоминается в 411 году — епископ Гонорат ;

## Титулярные епископы
- 12.07.1951 — 5.05.1997 — епископ Wilhelm Josef Duschak S.V.D.[1];
- 20.05.1997 — 2.10.1997 — епископ Peter Louis Cakü — назначен епископом Чёнгтуна;
- 8.02.2002 — 24.06.2008 — епископ Марио Аурелио Поли — назначен епископом Санта-Розы;
- с 4.11.2008 — епископ Carlos Suárez Cázares.

## Источник
- Annuario Pontificio, Libreria Editrice Vaticana, Città del Vaticano, 2003, стр. 747, ISBN 88-209-7422-3
- J. Mesnage, L’Afrique chrétienne, Paris 1912, стр. 19-20  (фр.)
- Stefano Antonio Morcelli, Africa christiana, Volume I, Brescia 1816, стр. 62  (лат.)
- La Gerarghia Cattolica